# 2027학년도 대학수학능력시험
2027학년도 대학수학능력시험(2026년 수능)은 2026년 11월 20일 목요일에 시행 예정인 대학수학능력시험이다.

## 일정
- 2026년 11월 18일 - 예비소집
- 2026년 11월 19일 - 시험일
- 2026년 12월 11일 - 성적 통지

## 같이 보기
- 대학수학능력시험
  - 연도별 대학수학능력시험